# Székelyudvarhelyi NKK
Székelyudvarhelyi Női Kézilabda Klub (în română Clubul de Handbal Feminin Odorheiu Secuiesc), prescurtat Székelyudvarhelyi NKK, este o echipă de handbal feminin din Odorheiu Secuiesc, România, care evoluează în Divizia A.
Echipa a fost înființată în anul 2014 și își desfășoară meciurile de pe teren propriu în Sala Sporturilor din Odorheiu Secuiesc. Antrenorul principal este Zsolt Mester.

## Lotul de jucătoare 2018/19
Componența lotului este următoarea:
| Portari - 0 Anna Bálint - 0 Claudia Nedelcu Extreme Extreme stânga - 0 Szidónia Péter - 0 Júlia Voloncs - 0 Boglárka Bálint - 0 Éva Kerekes - 0 Beáta Geréb Extreme dreapta - 0 Beáta Katona - 0 Eszter Boros - 0 Anita Szász Pivoți - 0 Aliz Sándor - 0 Anett Dobra - 0 Alexandra Bodó-Demeter - 0 Zita Mátis | Linia de 9 metri Centri - 0 Andrea Chiratcu - 0 Noémi Simma - 0 Noémi Bálint - 0 Nóra Major Intermediari stânga - 0 Erika Lukács - 0 Anna Fekete - 0 Krisztina Munteanu - 0 Teodóra Kovacs Intermediari dreapta - 0 Helén Miklós - 0 Henrietta Nagy - 0 Anett András |

## Banca tehnică
Componența băncii tehnice este următoarea:
| Nume            | Naționalitate | Ocupație           |
| --------------- | ------------- | ------------------ |
| Zsolt Mester    | România       | Antrenor principal |
| Marius Marocico | România       | Antrenor secund    |
| Sándor Nagy     | România       | Preparator fizic   |
| Angéla Dózsa    | România       | Maseur             |